# ジェリー・モス
ジェリー・モス（Jerry Moss、1935年5月8日 - 2023年8月16日）は、アメリカのA&Mレコードの創設者の一人でプロデューサー。
1962年にトランペッターのハーブ・アルパートと100ドルずつを出資しA&Mレコードを創設する。A&Mは現在こそ一大レーベルであるが、初期は自身のレコーディングのために作った。なお、「A&M」の「A」はアルパート、「M」はモスの頭文字である。
1990年にA&Mレーベルがポリグラムに買収された後、1994年に再びハーブ・アルパートとプライベート・レーベル「アルモ・サウンズ」を立ち上げる。今度は双方の名前を2文字ずつとって「ALMO」とした。
1997年にはパートナーであるアルパートとレコード会社の役員として偉業によりグラミー理事会賞を得た。同じく、レコード会社への貢献により、ハリウッド・ウォーク・オブ・フェームにアルパートと共に名を刻まれている。2006年には、アルパートとともにA&Mレコードでの業界への貢献により、演奏者外としてロックの殿堂入りをしている。
競走馬生産者・馬主としても活動し、これまでジャコモ、ゼニヤッタなどを所有した。所有馬には自らがプロデュースしたミュージシャンに関連した命名をする傾向があり、ジャコモはスティングの息子の名前が、ゼニヤッタはポリスのアルバムの名前がそれぞれ由来となっている。
米ロサンゼルス、ベル・エアの自宅で 2023年8月16日に逝去。